# 陳炫
陳炫（1462年—？），字文光，廣東廣州府南海縣人，軍籍，明朝政治人物。

## 生平
弘治八年（1495年）乙卯科廣東鄉試第六十二名舉人。弘治十五年（1502年）中式壬戌科會試第八十二名，二甲第八十九名進士。歷官兵部郎中，正德十二年（1517年）二月升福建布政司左参议，十四年三月因邵武卫军变被逮问。

## 家族
曾祖陳宗源；祖父陳獎；父陳肄，母林氏。具庆下。弟炤。